# Szentkirályi Zoltán
Szentkirályi Zoltán (Debrecen, 1927. november 1. – Budapest, 1999. február 6.) Széchenyi-díjas magyar építész, építészettörténész, MMA-tag.

## Kutatási területe
- Kutatási területe az újkori építészet és a képzőművészet története volt.

## Életpályája
Középiskolai tanulmányait szülővárosában a Debreceni Református Kollégiumban és a Kolozsvári Református Kollégiumban végezte. Egyetemi tanulmányait 1945–1947 között a Debreceni Tudományegyetem filozófia-pedagógia-esztétika szakán kezdte, ahol Karácsony Sándor tanítványa és demonstrátora volt, majd pályát váltott, és a Budapesti Műszaki Egyetem Építészmérnöki Karán szerzett diplomát 1951-ben. 1951-től az Építészettörténeti és Elméleti Intézet munkatársa, 1977-től docense, 1990-től egyetemi tanára, 1993-ig igazgatóhelyettes és az építészettörténeti osztály vezetője volt, 1998-ban nyugdíjazták. Az MTA Építészettörténeti és Elméleti Bizottságának tagja, az Építész Mesteriskola tanára és az Építész Mester Egylet elnöke volt. A Magyar Művészeti Akadémia 1992-ben a tagjává választotta.

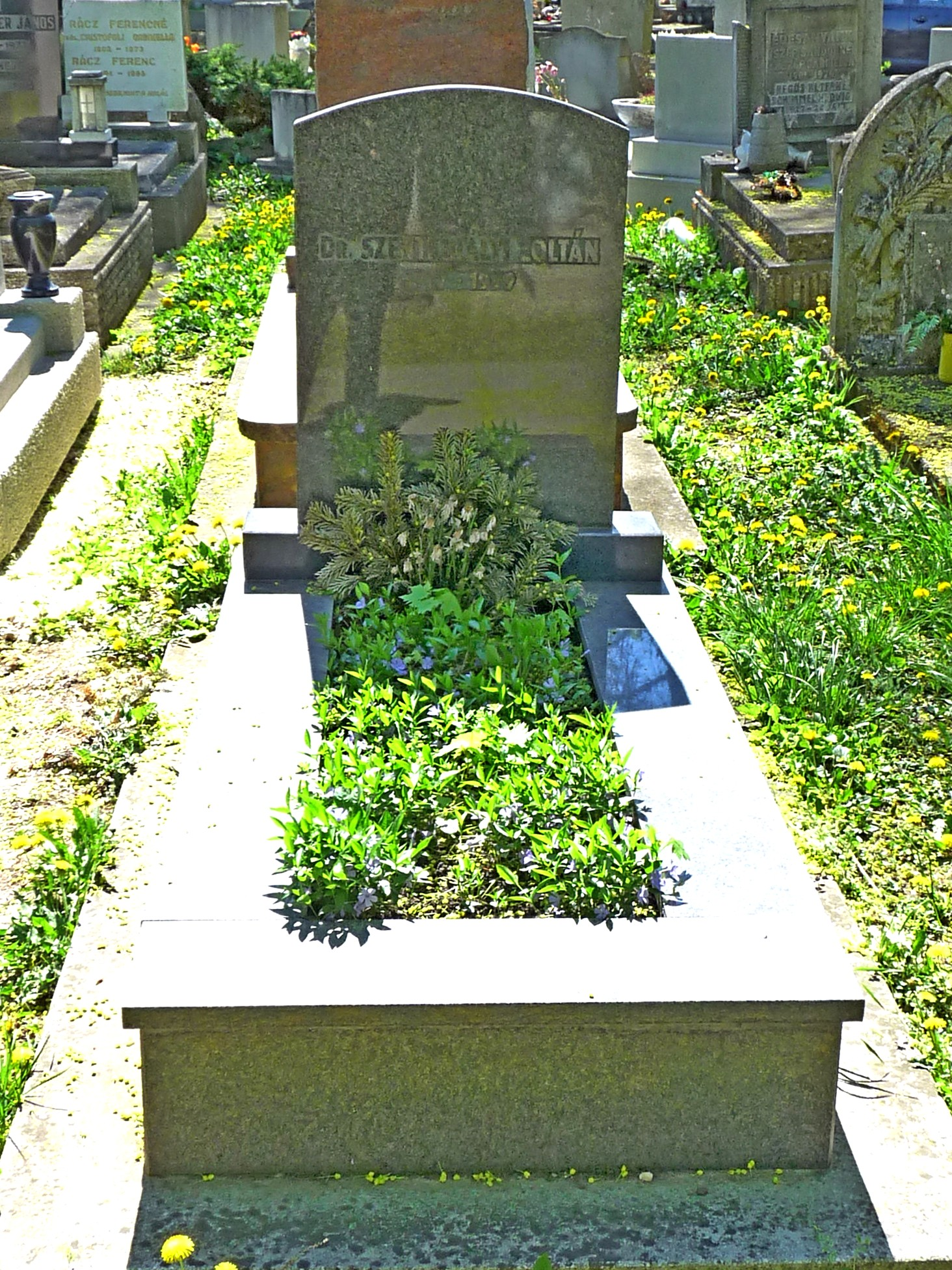
Sírja az Óbudai temetőben (22-1-30).

## Főbb művei
- Az építészet rövid története I-II. (Détshy Mihállyal, 1956)
- Építészettörténet az építőiparitechnikumok 3-4. oszt. számára, 1-2.; átdolg. Détshy Mihály, ill. Kathi Imre, Szentkirályi Zoltán, Dörflinger Ede; Műszaki, Bp., 1956
- Pogány Frigyes: Szobrászat és festészet az építőművészetben. (Munkatársak, a rajzokat Balázs Éva és Szentkirályi Zoltán készítette. 1959)
- Szentkirályi Zoltán–Détshy Mihály: Az építészet rövid története; ill. Kathi Imre, Szentkirályi Zoltán, térképrajz Dörflinger Ede; 2. jav. kiad.; Műszaki, Bp., 1959
- Pogány Frigyes Balázs Évával és Szentkirályi Zoltánnal: Terek és utcák művészete (1960)
- Pogány Frigyes–Szentkirályi Zoltán–B. Szücs Margit: Újkori építészettörténet. A feudális társadalmak építészete. Renaissance építészet; Építőipari és Közlekedési Műszaki Egyetem–Tankönyvkiadó, Bp., 1962
- Pogány Frigyes: Szobrászat és festészet az építőművészetben; munkatárs Balázs Éva, Szentkirályi Zoltán; 2. jav., bőv. kiad.; Műszaki, Bp., 1965
- Pécs városképei-műemlékei (Dercsényi Dezsővel, Pogány Frigyessel, 1966)
- Szentkirályi Zoltán–Détshy Mihály: Építészettörténet. Ábrák; Műszaki, Bp., 1967
- Szentkirályi Zoltán: Az építészet és képzőművészet története 3.; Tankönyvkiadó, Bp., 1969
- Az építészet világtörténete I-II. (1980)
- Építészettörténeti és Építészetelméleti Értelmező Szótár társszerkesztés (szerk.: Major Máté, 1983)
- Az építészet története. Újkor. Barokk. (1986)
- Akadémiai Nagylexikon I. kötet (1994-1997) több mint 400 építészeti címszó megírása.
- Válogatott építészettörténeti és elméleti tanulmányok (posztumusz mű, 2006)

## Díjak, elismerések
- Ybl Miklós-díj (1986)
- Magyar Építőművészek Szövetségének Kotsis István érme (1990)
- Széchenyi-díj az építészettörténet és építészetelmélet területén kifejtett tudományos és oktatói munkájáért. (A megosztott díjat Dulácska Endre és Hofer Miklós statikusokkal együtt kapta meg.)
- Rados Jenő-emlékérem (1998)